# Néa Málgara
Néa Málgara, en grec moderne : Νέα Μάλγαρα, est un village du dème de Délta, district régional de Thessalonique, en Macédoine-Centrale, Grèce.
Selon le recensement de 2011, la population du village compte 2 404 habitants.